# Галина Уланова
Галина Уланова (на руски: Гали́на Серге́евна Ула́нова) е видна руска и съветска балерина, балетмайстор и педагог.
Добива световна слава през 1940-те години. Носителка е на званието народна артистка на СССР, 2 пъти е герой на социалистическия труд, лауреат е на 4 Сталински награди и на Ленинска награда.
Ученичка е на Агрипина Ваганова. Първо танцува в Ленинград, а по-късно се премества в Болшой театър в Москва.
Има 3 брака, съпрузите ѝ са хора на изкуството. Обича самотата и природата. През целия си възрастен живот поддържа едно и също тегло – 49 килограма.
Тя е единствената балерина, на която е издигнат паметник приживе. В Нидерландия вид лалета са наречени на нейно име. По случай 100-годишнината от рождението ѝ е пусната в оборот сребърна монета с нейното изображение на стойност 2 рубли. Също така има и пощенски марки с нейния лик.